# Norwegisch-polnische Beziehungen
Norwegisch-polnische Beziehungen sind die außenpolitischen Beziehungen zwischen Norwegen und Polen.
Die Beziehungen beider Länder gehen bis auf das 10. Jahrhundert zurück, als Mieszko I. seine Tochter Sigrid die Stolze Erik Segersäll zur Frau gab. Deren Sohn Knut der Große wurde König von Norwegen. Der Norwegische König Erik von Pommern wurde in Darłowo beigesetzt. Im Mittelalter und der frühen Neuzeit hatten pommersche Küstenstädte wie Danzig und Elbing innerhalb der Hanse regen Handelsaustausch mit Bergen. Polen bzw. Polen-Litauen exportierten Getreide und Felle bzw. Häute nach Norwegen und importierte von dort getrockneten Fisch. In den Nordischen Kriegen des 16. und 17. Jahrhunderts unterstützte Polen-Litauen in der Regel Dänemark-Norwegen gegen Schweden.
Nach dem Novemberaufstand und dem Januaraufstand emigrierten viele polnische Aufständische im 19. Jahrhundert nach Norwegen. Bereits 1919 erkannte Norwegen die polnische Unabhängigkeit an und es wurden diplomatische Beziehungen zwischen beiden Ländern aufgenommen. Polnische Einheiten nahmen auf der Seite der Alliierten an der Schlacht um Narvik teil. Nach dem Zweiten Weltkrieg befanden sich ca. 20.000 Polen in Norwegen, die entweder als Zwangsarbeiter oder als Angehörige der Wehrmacht dorthin gebracht worden waren. Viele blieben auch nach dem Krieg in Norwegen. Norwegen beendete die Zusammenarbeit mit der Polnischen Exilregierung in London bereits im Juli 1945 und erkannte die kommunistische Regierung in Warschau an. 1946 wurde ein polnischer Botschafter nach Oslo entsandt.
Nach dem Beitritt Polens zur EU und dem EWR emigrierten viele Polen nach Norwegen. Die Polen stellen die größte nationale Minderheit in Norwegen dar.
Zur polnischen Minderheit in Norwegen bekennen sich ca. 100.000 Personen über das ganze Land verteilt, zur norwegischen Minderheit in Polen mehrere hundert.
Polen unterhält eine Botschaft in Oslo. Norwegen hat eine Botschaft in Warschau.